# Ruperto Herrera
Ruperto Nicolao Herrera Tabio (ur. 6 grudnia 1949) – kubański koszykarz. Brązowy medalista olimpijski z Monachium.
Brał udział w czterech igrzyskach (IO 68, IO 72, IO 76, IO 80). W 1968 Kubańczycy zajęli jedenaste, w 1972 trzecie, w 1976 siódme, a w 1980 szóste miejsce. W 1971 był brązowym medalistą igrzysk panamerykańskich. Brał również udział w mistrzostwach świata w 1970 i 1974 (czwarte miejsce).